# Митко Гогошев
Митко Маринов Гогошев е български учен, физик, доктор на физическите науки, съосновател на Тракийския университет, директор на астрономическата обсерватория в Стара Загора от 1974 година и един от пионерите на космическите изследвания в България. През 1997 г. той е обявен посмъртно за почетен гражданин на Стара Загора и улица в града носи неговото име.

## Биография
Роден е на 15 април 1940 г. в село Калугер махала. В 1960 г. е приет за студент по физика в Софийския университет „Климент Охридски“. През 1965 г. постъпва на работа в Първата народна астрономическа обсерватория – Стара Загора. През 1974 г. защитава аспирантура, става доцент през 1977 г. и професор през 1984 г. Избран е за академик в Международната академия по астронавтика – Париж. През 1982 г. участва в международния проект „Вега“ за изследване на Халеевата комета. В 1987 – 1988 г. работи в Института по метеорология при БАН. От 1990 работи в Института по астрономия при БАН, а от 1994 г. е заместник председател на Съюза на учените в България. През 1995 г. е избран за член на Международната академия по астронавтика, Американското планетарно дружество и Нюйоркската академия на науките. Изнася лекции в Германия, Канада, САЩ, Индия, Гърция и др. Автор е на над 250 научни доклади и др.
Митко Гогошев е арестуван на летището преди заминаването му на конференция в чужбина. Заедно с Кирил Серафимов са обвинени от Политбюро в опит за изнасяне на държавна тайна. Това разрушава техните кариери и води до ненавременната им смърт.
Умира на 5 февруари 1997 г.
Личният му архив се съхранява във фонд 1654 в Държавен архив - Стара Загора. Той се състои от 62 архивни единици от периода 1971 – 1996 г.